# Station Smroków
Station Smroków is een spoorwegstation in de Poolse plaats Smroków.